# 王世均
王世均（1970年9月9日—），原名：王親雄，出生於高雄縣鳳山市（今高雄市鳳山區）中華民國海軍眷村海光新村，前東森國際電視業務行銷總部副總經理、前《民眾日報》董事長，曾擔任立委蔡豪的機要秘書，2020年利用周杰倫名聲詐騙他人新台幣300萬元，法院定讞。2021年因YOUTUBER勾惡踢爆東森直銷詐欺，要求東森直銷高層王令麟、王世鈞等人出面道歉，就此捲入東森詐騙事件。2022年王世均積欠百萬裝潢費，爆出名下無財產，感情花邊新聞不斷。

## 家庭/感情
王世均目前已曝光有7名子女，其中兩名與前妻：台灣名模洪宜卉（洪曉蕾）所生，經歷家暴、外遇、酒醉鬧事後離婚，被媒體報導為驚世夫妻，雙方事隔多年在品牌活動上合體
與王世均有花邊新聞的女子分別有錢德月、中分妹、DIRO妹、澎湖妹。
2023年7月5日洪晓蕾在西班牙時突然生病被送ICU须插管治疗，而前夫王世均，飞抵西班牙照顾洪晓蕾，他与洪晓蕾的那一段夫妻过程，还一度被渲染为“惊世夫妻”。

## 事業經歷
- 1997年 新光人寿高峰会長
- 1998年 接下立法委员候選人蔡豪競選廣告，當選後擔任蔡豪立法院辦公室主任及立法院無黨團結联盟辦公室主任
- 2000年 擔任民眾日報執行長
- 2002年 擔任民衆日報社長同时兼任ETFM全国联播網執行長（東森媒体集团）
- 2004年 擔任東森媒體集集團業務行銷總部執行長、民衆日報董事长、ETFM全國聯播網執行長、全能製作公司董事、超级電視台董事
- 2007年 擔任東森購物營運長
- 2009年 簽下香港阿一鲍鱼大中華區獨家總代理經營杈
- 2010～2016年 創辦香港阿一鲍鱼股份有限公司、東方國際股份有限公司、天台餐飲股份有限公司
- 2020年 高雄愛河百色戀人貨櫃屋

## 外部連結
- 王世均的Facebook專頁

## 相關新聞爭議案件
台開事件
台開案爆發之前，王世均曾奉指示、代表出面購買《民眾日報》，由王令麟出資新台幣六千萬元，當時蔡豪掛名董事長，王親雄擔任CEO。王又曾的匯款對象中，他匯出共2億2千萬新台幣給王令麟的左右手王親雄（王世均本名）。
不起訴爭議事件
2009年2月1日，宏田精品與橙果設計簽約，橙果設計為宏田精品設計錶款，宏田精品卻未全數支付報酬，橙果設計 控告宏田精品負責人王世均詐欺。2010年11月19日，台北地檢署偵查終結，王世均獲不起訴處分。檢方審閱宏田精品與橙果設計簽約內容後，發現雙方約定分期付款而非橙果設計所指述的一次付清，並認為雙方簽約時王世均未施用任何詐術，故不構成詐欺，認定本案應純屬民事糾紛，故給予王世均不起訴處分。
久大文具財務危機風波
久大文具行為王世均經營的股份企業，2010年後因為不敵網路購物的興起，以及時代變遷走向無紙化辦公進展，2015年9月負債超過高達新台幣3億元，王世均個人豪宅被查封拍賣，並從2014年8月開始，台北旗艦店積欠房東台灣人壽每個月52萬的房租，累積高達新台幣600萬。關閉旗艦店在內的多家店面後以中南部市場為主力，勉力維持公司營運。
洪曉蕾前夫王世均酒駕撞傷人　和解仍遭判刑
2019年名模洪曉蕾的前夫王世均(現改名王世騰)因酒駕撞傷法籍女騎士，去年10月被依公共危險罪起訴，事後王男雖與對方達成和解並賠償損失，但台北地院查出他另犯一起偽造文書案被判刑定讞，2014年2月21日執行完畢，5年內再犯有期徒刑之罪，屬累犯，因此判他3月徒刑，可易科罰金。仍可上訴。
打周杰倫名號詐300萬　王世均判4月
2020年2名投資人控告王世均（已改名王世騰）謊稱將與藝人周杰倫、劉宏合開咖啡店，騙他們入股投資300萬元，事後卻將投資款拿去還債，一審依詐欺取財罪判王世均10月，上訴後因王認罪且當庭給付支票賠償被害人，高雄高分院改輕判他4月徒刑，可易科罰金12萬元定讞。
東森直銷詐騙
2021年勾惡向東森電商提出管理不當話術拉攏下線、改善制度不當、改善退貨流程、龍族高層及東森電商高層致歉、官網放制度說明、撤銷對受害者的提告等六項要求，最後並強調針對的是東森電商包庇共犯，直言要求總裁王令麟、總經理陳美琪、執行長王世均三人，在三天時間內發新聞稿道歉。最後公平會對東森直銷開罰120萬，原因未依定時間退款給消費者。
王世均遭爆欠百萬裝潢款　意外揭露「名下無財產」
2022年王世均在高雄投資餐廳，做的有聲有色，沒想到先是被控冒名與藝人周杰倫、劉耕宏合夥，誘騙投資人投資300萬元，事後雙方協商和解。如今又爆出餐廳百萬元的「裝潢尾款」並未支付，整整開了31張本票，結果通通沒有兌現，委任律師向法院聲請強制執行，意外曝光他名下竟然沒有財產。